# New London (Wisconsin)
New London è una città degli Stati Uniti d'America, situata in Wisconsin, nella Contea di Waupaca e in parte nella Contea di Outagamie.